# Gerhard Schäfer (Fußballspieler)
Gerhard Schäfer (* 14. April 1952) ist ein ehemaliger deutscher Fußballspieler. Für die SpVgg Fürth, den MTV Ingolstadt und den VfB Eppingen spielte der Abwehrspieler 172 Mal in der  2. Bundesliga und erzielte dabei 16 Tore, ehe er später als Trainer im Amateurbereich tätig war.

## Sportlicher Werdegang
Schäfer begann seine Karriere beim Ludwigshafener SC, mit dem er Anfang der 1970er Jahre als Teenager in der drittklassigen 1. Amateurliga Südwest auflief. 1973 wechselte er zum FV Speyer in die Regionalliga, mit dem er jedoch am Ende der Spielzeit 1973/74 die Qualifikation für die 2. Bundesliga verpasste. Nach einem Jahr für den Klub in der 1. Amateurliga Südwest, die er mit dem Klub als Tabellenneunter weit entfernt vom direkten Wiederaufstieg beendete, verließ er den Verein.
Schäfer heuerte im Sommer 1975 beim Zweitligisten SpVgg Fürth an. Unter Trainer Hans Cieslarczyk schwankte er in seiner Debütsaison zwischen Startelf und Ersatzbank, nach einer Roten Karte am 9. Spieltag im Duell gegen den VfB Stuttgart kam er längerfristig nicht mehr zum Einsatz. Zwar kam er in den folgenden Jahren  regelmäßig zum Einsatz, aber während seiner gesamten Zeit in Fürth konnte er sich auch unter Cieslarczyks Nachfolger Hannes Baldauf nie dauerhaft als Stammspieler festsetzen und agierte oftmals als Einwechselspieler. So bestritt er 41 seiner 106 Zweitligaspiele für die Mannschaft vom Ronhof bis zu seinem Abschied 1979 als „Joker“.
Im Sommer 1979 wechselte Schäfer innerhalb der 2. Bundesliga zum MTV Ingolstadt, der unter Trainer Helmut Richert in seine zweite Zweitligaspielzeit ging. Zwar startete er mit einem 1:0-Auswärtserfolg durch einen Treffer des ebenfalls neu verpflichteten Willi Bernecker beim VfR Bürstadt in die Spielzeit 1979/80, alsbald stand er jedoch mit der Mannschaft im Abstiegskampf. Zwar belegte sie im gesamten Saisonverlauf nie den letzten Tabellenrang, als Drittletzter stieg der Klub jedoch in die Drittklassigkeit ab. Auch unter Herbert Wenz, der Richert im Saisonverlauf ersetzt hatte, war Schäfer nicht durchgehend Stammspieler gewesen. Letztlich hatte er ein Tor in 33 Saisonspielen erzielt, dabei war er neunmal eingewechselt worden.
Nach dem Abstieg schloss sich Schäfer dem Aufsteiger VfB Eppingen an, der aus der viertklassigen Verbandsliga Baden als Meister der Oberliga Baden-Württemberg den direkten Durchmarsch in die Zweitklassigkeit geschafft hatte. Unter Trainer Heiner Ueberle war er Stammkraft, der Klub beendete die Spielzeit 1980/81 jedoch als Tabellenschlusslicht. Dem steilen Aufstieg des Klubs folgte der ebenso schnelle Fall: in einer kaum veränderten Mannschaft stieg er an der Seite von Torhüter Volker Gebhard, Harry Griesbeck, Klaus Teichmann und Rainer Götter als Dauerbrenner mit 31 Oberligaeinsätzen am Ende der Oberliga-Spielzeit 1981/82 in die Viertklassigkeit ab.
Später war Schäfer als Trainer im badischen Amateurfußball tätig. Zunächst trainierte er zwischen 1992 und 1995 Viktoria Neckarhausen, bei dem Christian Titz zum Kader gehörte. Später trainierte er den SV 98 Schwetzingen (2002/03), Rot-Weiß Rheinau (2005/06), FV Brühl (2/2007-4/2008) und den FC Rot (2009–2011) und gehörte als Assistent zum Trainerteam des SV Horchheim.